# Радченко, Михаил Иванович
Михаил Иванович Радченко (1908—1975) — железнодорожник, Герой Социалистического Труда (1943).

## Биография
Михаил Радченко родился 14 декабря 1908 года в селе Марковка (ныне — посёлок в Луганской области Украины). Рано остался без родителей, работал батраком, пастухом. Позднее переехал в город Георгиевск Ставропольского края, где работал на железной дороге, был рассыльным, учеником слесаря, слесарем, помощником машиниста, машинистом в депо станции «Гудермес» Орджоникидзевской железной дороги. Активный участник Кривоносовского движения.
В годы Великой Отечественной войны Радченко водил воинские эшелоны, составы с нефтью, эвакуационные поезда. В августе 1942 года он, несмотря на массированные вражеские бомбардировку и артобстрел, успешно пригнал в Гудермес состав с боеприпасами. Во время Сталинградской битвы занимался подвозом цистерн с топливом к Волге, а во время советского контрнаступления подвозил подкрепления и боеприпасы.
Указом Президиума Верховного Совета СССР от 5 ноября 1943 года за «особые заслуги в обеспечении перевозок для фронта и народного хозяйства и выдающиеся достижения в восстановлении железнодорожного хозяйства в трудных условиях военного времени» Михаил Радченко был удостоен высокого звания Героя Социалистического Труда с вручением ордена Ленина и медали «Серп и Молот».
После окончания войны Радченко продолжал работать на железной дороге. С 1963 года — на пенсии. Проживал в Гудермесе. Умер 20 марта 1975 года.
Почётный железнодорожник. Был награждён двумя орденами Ленина и рядом медалей.